# مایکل داونی
مایکل داونی (انگلیسی: Michael Devenney؛ زادهٔ ۸ فوریهٔ ۱۹۸۰) بازیکن فوتبال اهل بریتانیا است.
از باشگاه‌هایی که در آن بازی کرده‌است می‌توان به باشگاه فوتبال برنلی اشاره کرد.